# Antonio Bianchini
Antonio Bianchini (Roma, 18 settembre 1803 – Roma, 27 febbraio 1884) è stato un letterato, pittore e teorico d'arte italiano, autore nel 1843 del saggio Del purismo nelle Arti, considerato il manifesto del purismo in pittura.
Svolse anche attività politica. Fu eletto al Consiglio dei Deputati dello Stato pontificio in rappresentanza del collegio di Castelnuovo di Porto. In precedenza Pio IX l'aveva nominato Conservatore di Roma. 

## Biografia
Figlio di un povero commerciante originario della Svizzera, fu ammesso gratuitamente al Seminario Romano, dove si distinse nelle letterature classiche latina e greca, e si laureò più tardi in teologia all'università di Roma. Nel 1827 fondò con Filippo Mercuri e Giuseppe Cannonieri la Società tipografica, che pubblicò per prima cosa sei volumi di omelie dei Padri greci tradotte dallo stesso Bianchini con uno stile rispondente ai canoni del purismo letterario. La società tipografica intendeva pubblicare anche edizioni di classici italiani del Trecento a cura di illustri letterati come il padre Cesari, ma ebbe breve vita e fallì nel 1829. Bianchini fu ammesso in Arcadia verso il 1830 col nome di Arginto Mergario. Nel 1866 Bianchini ebbe la cattedra di Letteratura greca al Pontificio Collegio Urbano, che tenne fino al 1870.
Bianchini fu versato anche nelle arti figurative. Fu apprezzato dai contemporanei come miniaturista e acquarellista e autore di dipinti a olio per lo più di argomento religioso. Fu autore della grande pala con San Giovanni Battista de' Rossi nella chiesa della Santissima Trinità dei Pellegrini a Roma. Nel dicembre 1850 ebbe l'incarico di restaurare la Galleria delle carte geografiche in Vaticano. Fra il 1855 e il 1860 restaurò gli affreschi della cappella del corporale nel duomo di Orvieto, un lavoro che fu interrotto quando l'Umbria fu annessa al Regno d'Italia.
Bianchini è ricordato soprattutto come autore di un breve scritto "Del purismo nelle Arti" (1843), considerato il manifesto del purismo; nello scritto, Bianchini riunì una serie d'idee già espresse nella seconda (1838) e nella terza (1839) allocuzione lette presso la Società romana degli amatori e cultori di Belle Arti.  In realtà in pittura il movimento purista corrisponde a quello dei Nazareni, fiorito un paio di decenni prima; pertanto lo scritto del Bianchini, che tuttavia ebbe l'approvazione del Minardi, dell'Overbeck e del Tenerani, più che un "manifesto" può essere considerato l'esposizione tardiva di un movimento del passato. I modelli proposti dal Bianchini erano i pittori di soggetti religiosi del XIV e XV secolo il cui scopo doveva essere quello di aiutare a pregare e non distrarre dalla preghiera.

## Antonio Bianchini nei musei
- Galleria nazionale d'arte moderna e contemporanea di Roma